# Через миллиард лет
«Че́рез миллиа́рд лет» (англ. Across a Billion Years) — научно-фантастический роман американского писателя Роберта Силверберга, посвященный поискам археологами XXIV века следов таинственной космической сверхцивилизации, существовавшей примерно миллиард лет назад. Роман написан в форме посланий, надиктованных главным героем, молодым археологом Томом Райсом для своей прикованной к постели сестры-близнеца Лори.

## Персонажи

### Археологи, участники экспедиции
- Том Райс — землянин, археолог, недавно закончивший образование и отправляющийся в первую экспедицию. В начале романа ему исполняется 22 года.
- Яна Мортенсен — юная землянка, археолог.
- Доктор Милтон Шейн — один из руководителей экспедиции, крупный палеоархеолог.
- Доктор Хорккк — один из руководителей экспедиции. Родом с планеты Тххха. Считается крупнейшим специалистом по языку Высших.
- Пиланизул — специалист по интуитивному анализу, уроженец Шиламака. По обычаям своей расы, на протяжении жизни постепенно заменил большинство частей тела механическими приспособлениями, которые (при раздумьях или нервном напряжении) часто откручивает и прикручивает обратно.
- Лерой Чанг — профессор палеоархеологии из Гарварда, китаец (по собственному утверждению). На протяжении романа активно домогается до обеих женщин в экспедиции (включая андроида Келли).
- Саул Шахмун — уроженец Бейрута, возраст около сорока лет. Специалист по хронологии. Увлечённый филателист.
- Стин Стин — каламорианин, гермафродит, как и остальные представители расы.
- 408б — негуманоид (рассказчик называет его пародией на осьминога). Палеотехнолог.
- Миррик — негуманоид (рассказчик сравнивает его с носорогом). Выполняет в экспедиции роль чернорабочего. Питает склонность к поеданию цветов, которые действуют на него опьяняюще.
- Келли Вотчмен — андроид, выглядящий как юная девушка. Специалист по вакуумным раскопкам, напарник Миррика.

### Другие персонажи
- Дихн Рууу — робот Высших.
- Лори Райс — парализованная сестра-близнец Тома, обладает телепатическими способностями. Часто упоминается братом, непосредственно участвует в финальной сцене.
- Ник Людвиг — капитан планетолёта, доставившего героев в систему ГГГ 1145591

## Сюжет
2375 год. Экспедиция, состоящая из одиннадцати археологов разных рас, отправляется на планету Хигби-5 с целью изучить следы пребывания Высших — могущественной и малоизученной космической цивилизации, предположительно покинувшей Галактику 850 миллионов лет тому назад. Во время раскопок лагеря Высших герои обнаруживает загадочный шарообразный артефакт из сплава золота. Позднее случайно обнаруживается, что этот объект может воспроизводить видеозаписи о Высших и их цивилизации. Во время просмотра герои видят запись того, как Высшие сооружают искусственную пещеру на некоем астероиде, в которой уставливают цельнометаллическую дверь и оставляют своего робота запертым. Райсу приходит в голову идея отыскать этот астероид, что вскоре осуществляется (при помощи обсерватории на Луне, связь с которой осуществляется с помощью телепатов). Экспедиция покидает Хигби-5 и отправляется к ГГГ 1145591 — безымянной звезде в 72 световых годах от Земли, в системе которой находится искомый астероид.
Найдя и вскрыв пещеру (при этом погибает 408б), археологи находят робота, находившегося взаперти около миллиарда лет. Приведённый в действие робот изучает английский язык, на котором общаются учёные, и пытается найти на небе звезду, вокруг которой вращается родная планета Высших. Это не удаётся, что подвигает робота и членов экспедиции отправиться в район звезды Мак-Барни, в районе которой находится колония Высших. Прибыв на планету Мак-Барни-4, герои находят колонию, заселённую роботами Высших, а также находят объяснение исчезновению звезды — вокруг неё за время, прошедшее с визита на астероид, была сооружена сфера Дайсона. Отправившись на Мирт — родную планету Высших — археологи выясняют, что за последние четыре миллиона лет не был рождён ни один из Высших, и встречают одного из последних представителей цивилизации, старика, находящегося в бессознательном состоянии. Райс обнаруживает артефакты, оказавшиеся устройствами для телепатической связи с любым жителем Вселенной, что открывает человечеству новые перспективы.